# Grande rivolta araba
La grande rivolta araba (in arabo ثورة فلسطين 1936‎?, Thawra Filasṭīn 1936, "Rivoluzione della Palestina del 1936") fu un'insurrezione degli arabi palestinesi che ebbe luogo tra il 1936 e il 1939 – nel corso del mandato britannico della Palestina – e si espresse in senso ostile agli ebrei. Non deve essere quindi confusa con la rivolta araba del 1916-1918, anti-ottomana.

## Il contesto storico

### L'immigrazione ebraica in Palestina
La rivolta fu mossa essenzialmente dall'ostilità araba nei confronti dell'autorizzazione del Regno Unito all'immigrazione ebraica (dichiarazione Balfour nel 1917) e delle numerose vendite di terre da parte dei latifondisti arabi agli immigrati. Infatti la popolazione ebraica in Palestina passò da 80 000 a 360 000 residenti fra il 1918 e il 1936 e gli arabi palestinesi temevano che questo li avrebbe portati a diventare una minoranza nel territorio destinato a diventare uno stato indipendente alla fine del mandato.
L'ipotesi della creazione di uno stato ebraico in passato era già stata regolata e limitata dal governo inglese con il libro bianco del 1922, ma continuava comunque a preoccupare la popolazione araba, soprattutto a causa del fatto che le persecuzioni naziste spingevano molti ebrei a immigrare in Palestina.

### I moti arabi degli anni '20
Negli anni 1920 ci fu una serie di sollevazioni note come i moti dell'aprile 1920 e maggio 1921 e soprattutto dei moti dell'agosto 1929, durante i quali era stata massacrata ed espulsa la secolare comunità ebraica di Hebron. Inoltre, gli arabi soffrivano l'incremento della disoccupazione tra la loro popolazione, dovuto principalmente alle politiche di acquisto di numerose terre fertili per i rifugiati ebrei.

### Il terrorismo arabo
Nel 1930 la commissione Hope Simpson rilevò ufficialmente questi problemi e i rischi per la stabilità della regione sottoposta al mandato britannico nel caso di un loro aggravarsi, sostenendo anche che, dati i sistemi di coltura moderni degli ebrei e tradizionali della popolazione araba, non vi erano più terre fertili disponibili da assegnare ai nuovi coloni. Inoltre, nel novembre 1935 i britannici avevano ucciso in uno scontro a fuoco vicino a Jenin, Izz al-Din al-Qassam, attivo a Hebron nel 1929 e fondatore della milizia terroristica Mano Nera nel 1930.

## Lo svolgimento
Il 19 aprile 1936 scoppiò la rivolta. Una settimana dopo, il Gran mufti di Gerusalemme, Hajji Amin al-Husayni, fondò il Supremo Comitato Arabo, di cui fu sempre presidente. Il comitato proclamò lo sciopero generale arabo pretendendo la fine dell'immigrazione ebraica in Palestina e il divieto di vendita delle terre agli ebrei. Circa un mese dopo l'avvio dello sciopero generale, il comitato proclamò il rifiuto generale di pagare le tasse e incitò all'abbattimento delle amministrazioni comunali, chiedendo la fine del mandato (in seguito alla sconfitta dell'impero ottomano, alleato di Austria e Germania nella prima guerra mondiale) e l'indipendenza nazionale, nonché elezioni immediate che, basandosi sulla prevalenza demografica araba, avrebbero prodotto, a loro parere, un governo arabo democratico.
La ribellione si allargò all'intero Paese. Azioni armate insurrezionali si verificarono sporadicamente nel Paese, diventando sempre più organizzate col trascorrere del tempo. Un obiettivo particolare dei rivoltosi fu il principale oleodotto costruito solo pochi anni prima fra Kirkuk (Iraq) e Haifa: esso fu più volte fatto esplodere in vari punti. Altri attacchi colpirono le strade ferrate (inclusi convogli ferroviari). Colonie ebraiche, kibbutzim, quartieri urbani e singoli civili ebrei divennero bersagli per i cecchini arabi, per le loro bombe e le altre attività armate e terroristiche che, colpirono anche molti arabi moderati.
Solo dopo sei mesi, nell'ottobre del 1936, lo sciopero fu revocato e la violenza diminuì per circa un anno, finché nel 1937 la commissione Peel deliberò di raccomandare la spartizione della Palestina fra ebrei e arabi, con un cambiamento rispetto alla linea politica fino ad allora seguita dai governi britannici.
Con il rifiuto da parte araba di questa proposta, la rivolta riprese durante l'autunno del 1937, contrassegnata dall'assassinio dell'alto commissario britannico, Andrews, a Nazareth. Nel settembre 1937, dopo un fallito tentativo di arresto, le autorità britanniche rimossero il Mufti dalla presidenza del Consiglio Supremo Islamico e dichiararono illegale il Supremo Comitato Arabo. In ottobre Amīn al-Ḥusaynī fuggì in Libano e qui, dove rimase per due anni, ricostituì il comitato sotto la sua guida.
A parte gli scontri nelle aree urbane, nelle campagne la rivolta toccò il numero di 10 000 militanti arabi alla sua acme, durante l'estate e l'autunno del 1938. La violenza continuò per tutto il 1938 e infine si esaurì nel marzo 1939.

## Risposta
I britannici risposero alla violenza sia rafforzando fortemente il loro dispositivo militare con ulteriori 20 000 unità sia adottando un atteggiamento più severo nei confronti del dissenso arabo. "Detenzione amministrativa" (imprigionamento senza imputazione o processo), coprifuoco e demolizione di abitazioni furono le pratiche cui ricorsero i britannici in questo periodo. Tuttavia, vi fu anche una risposta politica, con il rapporto della commissione Peel del 1937 e con la pubblicazione del libro bianco del 1939.
La principale organizzazione militare ebraica, l'Haganah, nata in risposta ai moti del 1920 e trasformata in un esercito clandestino centralizzato forte di 14 500 uomini dopo i moti del 1929, appoggiò de facto gli sforzi repressivi britannici. Sebbene gli amministratori britannici non riconoscessero ufficialmente l'Haganah, le forze di sicurezza britanniche cooperarono con essa per formare la polizia ebraica degli insediamenti, le forze ausiliarie ebraiche e gli squadroni speciali notturni, così da risparmiarsi la difesa della popolazione ebraica. Nel 1937 un gruppo minoritario scissionista dell'Haganah, l'organizzazione Irgun Zvai Leumi (chiamata anche per il suo acronimo ebraico Etzel), avviò una politica di rappresaglia e di vendetta, anche contro civili.
La decisione della Francia di attuare una repressione della dirigenza araba a Damasco e in Libano può aver costituito un fattore rilevante per metter fine al conflitto. La grande rivolta araba proseguì per tre anni; alla fine, nel settembre del 1939, i caduti arabi assommavano a più di 5 000, comprendendo anche gli arabi moderati uccisi dagli estremisti, quelli ebraici a oltre 300 e quelli britannici a 262; almeno 15 000 arabi vennero feriti. Più di 120 arabi furono condannati a morte e circa 40 impiccati, i principali capi arabi furono arrestati, espulsi o fuggirono all’estero per evitare la cattura.

## Risultati
La rivolta non conseguì quasi nessuno dei suoi obiettivi politici. Tuttavia, con il libro bianco del 1939 il Regno Unito concesse che l'immigrazione ebraica proseguisse solo per altri cinque anni (e per un massimo di 75 000 immigranti), per poi rimettersi al consenso arabo: se non arrestata, l'immigrazione fu fortemente scoraggiata dalle autorità britanniche (de facto anche prima del libro bianco) e durante la guerra impedita quella dall'Europa. Ciò accadde proprio mentre in Europa il nazismo scatenava la persecuzione e lo sterminio degli ebrei (Shoah) prima in Germania e poi via via in Austria, in Cecoslovacchia e negli altri paesi occupati durante la seconda guerra mondiale.
Un'altra conseguenza degli scontri fu la disarticolazione fra le attività economiche ebraiche e arabe in Palestina, che erano state fino a quel tempo più o meno interconnesse: per esempio, mentre la città ebrea di Tel Aviv era collegata al vicino porto marittimo arabo di Giaffa, le ostilità portarono a sviluppare un porto ebraico a Tel Aviv. Gli storici successivamente sottolinearono l'esplosione della rivolta come un momento cruciale, che portò la popolazione ebraica palestinese a rendersi sempre più indipendente e in grado di auto-sostentarsi.
Durante la rivolta, le autorità britanniche tentarono di confiscare ogni arma in possesso della popolazione araba. Ciò, e l'eliminazione della parte più rilevante dei capi politici arabi nel corso della rivolta, influenzò non poco la decisione delle varie nazioni arabe d'intervenire militarmente in Palestina nella guerra arabo-israeliana del 1948; questa fu iniziata dopo la dichiarazione d'indipendenza dello Stato d'Israele, avvenuta immediatamente dopo la fine del mandato britannico (14 maggio 1948), in attuazione della risoluzione 181 dell'Assemblea generale delle Nazioni Unite del 29 novembre 1947, che spartiva a metà il territorio che la Società delle Nazioni aveva assegnato agli ebrei.